# Los Tiki Phantoms
Los Tiki Phantoms és un conjunt instrumental català. La seva música es basa en el rock and roll clàssic, especialment el surf rock en la varietat horror surf. Els seus membres es caracteritzen per aparèixer als concerts vestits amb un vestit negre i una màscara de calavera. Al llarg de la seva trajectòria han anat perfilant-se com uns dels grups més importants del gènere. Els músics es fan anomenar «El Dorado» (guitarra solista), «El Caníbal» (guitarra rítmica), «El Jíbaro» (baix elèctric) i «El Magnético» (bateria), i se'n desconeixen els noms reals.
El 2019, publicaren Disco guateque a partir de versions d'algunes de les seves cançons preferides d'artistes com The Clash, Ennio Morricone, The Damned o Rocío Jurado, amb què van fer una gira per Europa i els Estats Units d'Amèrica.

## Discografia
- Regresan de la tumba (BCore 2006)
- Y el ejército de calaveras (BCore, 2009)
- Mueven el esqueleto (BCore, 2011)
- El misterio del talismán (Discmedi, 2015)
- Aventuras en celuloide (Discmedi, 2017)[5][6]
- Disco guateque (Discmedi, 2019)
- Y el enigma del tiempo (Discmedi, 2022)[7]